# Liolaemus kingii
Liolaemus kingii — вид ігуаноподібних ящірок родини Liolaemidae. Мешкає в Аргентині і Чилі. Вид названий на честь британського адмірала Філліпа Паркера Кінга.

## Поширення і екологія
Liolaemus kingii мешкають в аргентинських провінціях Санта-Крус і Чубут, а також трапляються в чилійському регіоні Магальянес. Вони живуть в степах Патагонії, на піщаних пустищах і прибережних дюнах. Зустрічаються на висоті до 1340 м над рівнем моря. Живляться переважно комахами, іноді також рослинністю. Є живородними.